# エドウィン・ティーレ
エドウィン・ティーレ（Edwin R. Thiele, 1895年 - 1986年）は、アメリカの宣教師、編集者、考古学者、作家、旧約聖書学の教授である。中国での布教活動、及び古代イスラエル王国、ユダ王国の時代の年代史の研究でよく知られている。

## 生涯
1895年にシカゴで生まれる。1918年に古代語で学士を取得してエマニュエル・ミッショナリー大学（1960年にアンドリューズ大学に改名）を卒業した。セブンスディー・アドヴェンティストの東ミシガン会議の宣教師家庭秘書として2年間働いた後に、1920年に中国での宣教奉仕に旅立った。中国での12年間の滞在中、上海の「時のしるし出版社」の編集者とマネージャーを務めた。
アメリカ合衆国に戻った後に、ティーレは1937年にシカゴ大学より考古学で修士号を取得した。エマニュエル・ミッショナリー大学の宗教学部に参加して、シカゴ大学で博士課程の勉学を続けた。1943年に聖書考古学で哲学博士号を取得した。彼の、後に「ヘブルの王達の不思議な数」として出版された博士号論文はヘブライの王の年代の顕著な労作とされている。彼のリサーチのコースで中東を広く旅行した。
1963年から1965年まで、彼は母校アンドリュース大学の考古学の教授を務めた。1965年に教授職から退いた後に、カリフォルニア州に転居して著作活動を続けた。「神を知ること」という人気のあるキリスト教の本は、カリフォルニアでの著作活動期に出された物である。彼は、1986年にカリフォルニアのセント・ヘレナで死去した。ミシガン州のベリエン・スプリングスにあるローズ・ヒル・墓地に葬られた。
ティーレの死後、未亡人のマーガレットは「ヨブと悪魔」の研究を完成させた。この本においてティーレは、カオスか悪かということでレビヤタンとベヘモスが近東の神話に関係があると議論し、ヨブは、神がヨブを苦悩の向こうに横たわる悪魔と闘争していることを描いたと主張した。